# Município de Beaver (condado de Pike, Ohio)
Localização do Ohio nos E.U.A.
O município de Beaver (em inglês: Beaver Township) é um município localizado no condado de Pike no estado estadounidense de Ohio. No ano 2010 tinha uma população de 1369 habitantes e uma densidade populacional de 22,14 pessoas por km².

## Geografia
O município de Beaver encontra-se localizado nas coordenadas 39° 03′ 56″ N, 82° 52′ 04″ O. Segundo o Departamento do Censo dos Estados Unidos, o município tem uma superfície total de 61.83 km², da qual 61,78 km² correspondem a terra firme e (0,08 %) 0,05 km² é água.

## Demografia
Segundo o censo de 2010, tinha 1369 pessoas residindo no município de Beaver. A densidade de população era de 22,14 hab./km².